# Gamba de Palamós

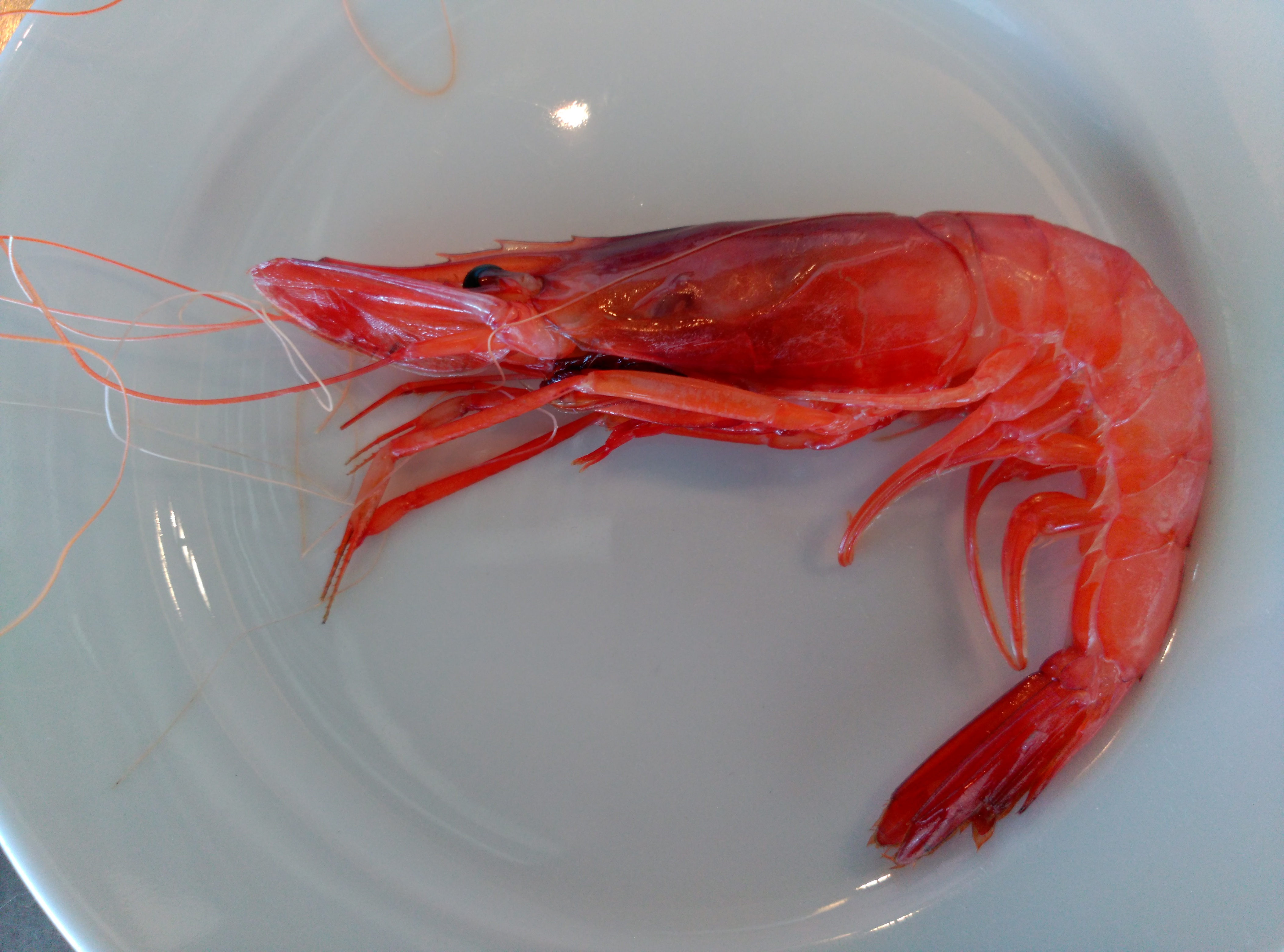
Gamba de Palamós crua

La gamba de Palamós o gamba vermella de Palamós és un crustaci de l'espècie Aristeus antennatus. Presenta un color vermell molt intens i és apreciada per la seva carn fina, ferma i saborosa. És pescada amb la tècnica de l'arrossegament i a l'estiu se solen trobar més exemplars i més grans. Des del 2009 té la certificació de qualitat marca de garantia Gamba de Palamós i des del desembre de 2015 s'ha adherit a la marca de garantia Productes de l'Empordà.

## Història

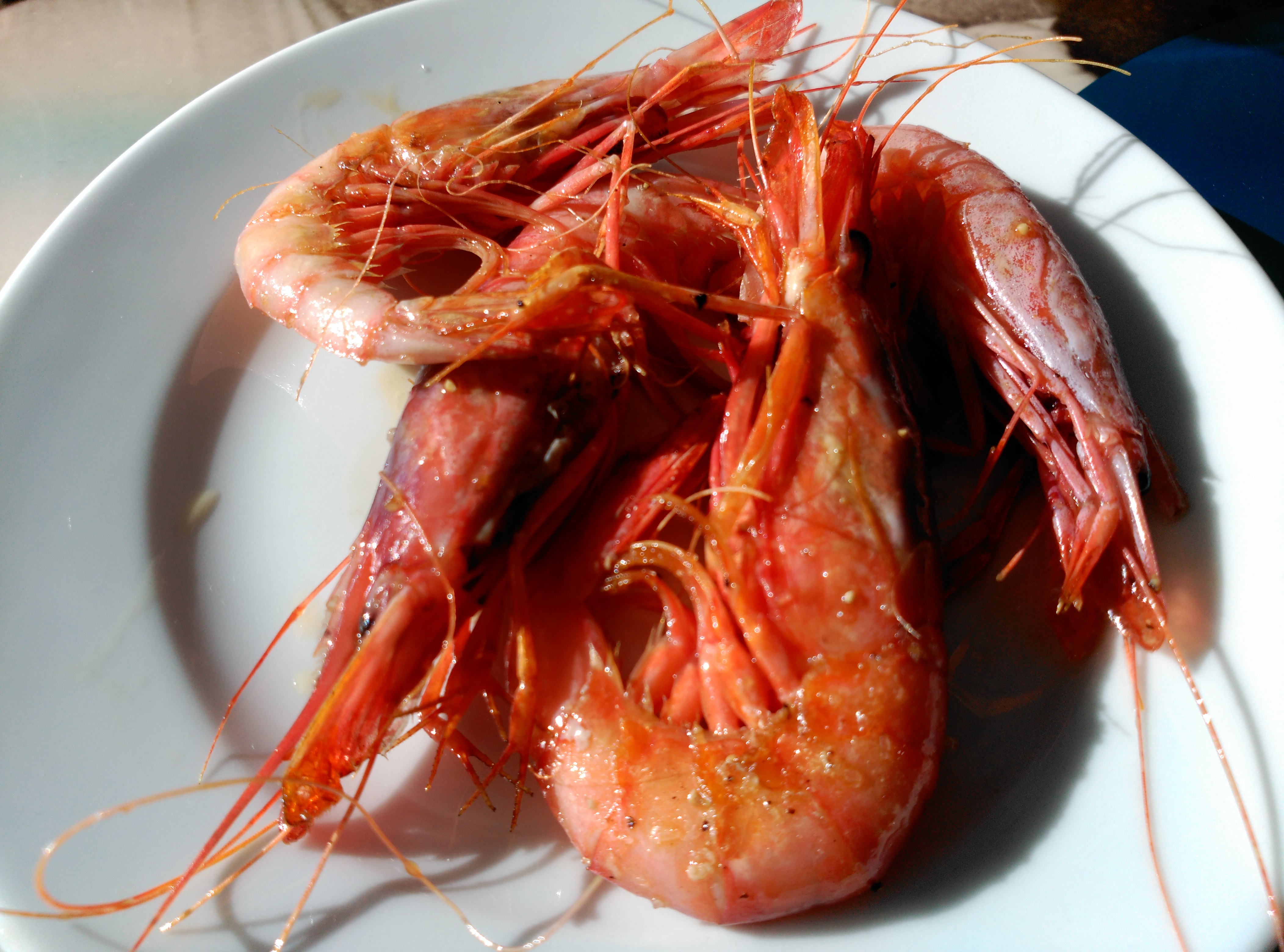
Gamba de Palamós cuita a la planxa

Cap a 1930, la motorització de la flota pesquera d'arrossegament catalana va permetre accedir als caladors de gamba, fins llavors gairebé inexplorats i situats a més de 400 metres de profunditat. Des de mitjan segle XX es pesca gamba als caladors propers a Palamós i a d'altres viles litorals com ara Blanes, Arenys, Roses o de la costa de Tarragona. Pescadors vinguts del sud de Catalunya i del País Valencià van introduir la tècnica de pesca d'arrossegament a Palamós i paral·lelament es van començar a descobrir uns caladors molt importants a l'entorn del rec de La Fonera o Canyó de Palamós. Des de llavors ha anat prenent importància dins la Confraria de Pescadors de Palamós fins a l'actualitat que ha assolit renom i reconeixement.
La pesquera va emprendre una embranzida definitiva després de la Guerra Civil. A partir de 1950 la flota va començar a créixer en nombre de barques, dimensions i potència dels motors. Aquesta expansió es multiplicà a partir de finals de 1960 amb una línia de crèdits tous per a la renovació de flota pesquera nacional, que va permetre invertir en construir grans embarcacions i dotar-les de nova tecnologia. Per exemple, entre el 1960 i 1970 la potència instal·lada a la flota es multiplicà per quatre i passà de 1.340 a 5.200 HP; entre 1970 i 1975 augmentà de 5.200 HP als 17.300, és a dir, incrementà la seva capacitat un 300%. L'any 1985 hi havia una potència total instal·lada de 19.000 HP en embarcacions que muntaven els darrers avenços tecnològics. Aquestes dades enllacen amb els recents càlculs de Gorelli, Sardà i Company, que mostren com entre el 1950 i el 2012 l'esforç pesquer sobre la gamba es va incrementar en un 8782%.
Als anys 80 es començaren a sentir les primeres veus sobre la situació de sobre-esforç que patia el recurs gamba, però no és fins a finals de la dècada de 1990 que els símptomes d'esgotament es fan palesos. Els rendiments no han parat de decréixer des dels inicis de la pesquera. El mateix equip d'investigadors ha calculat que entre el 1963 i el 1972 la relació de captura de gamba per unitat d'esforç era de 27,9 kg/HP; el 2012 aquest rendiment se situava en només 3,8 kg/HP.

## Pla de Gestió de la Gamba de Palamós

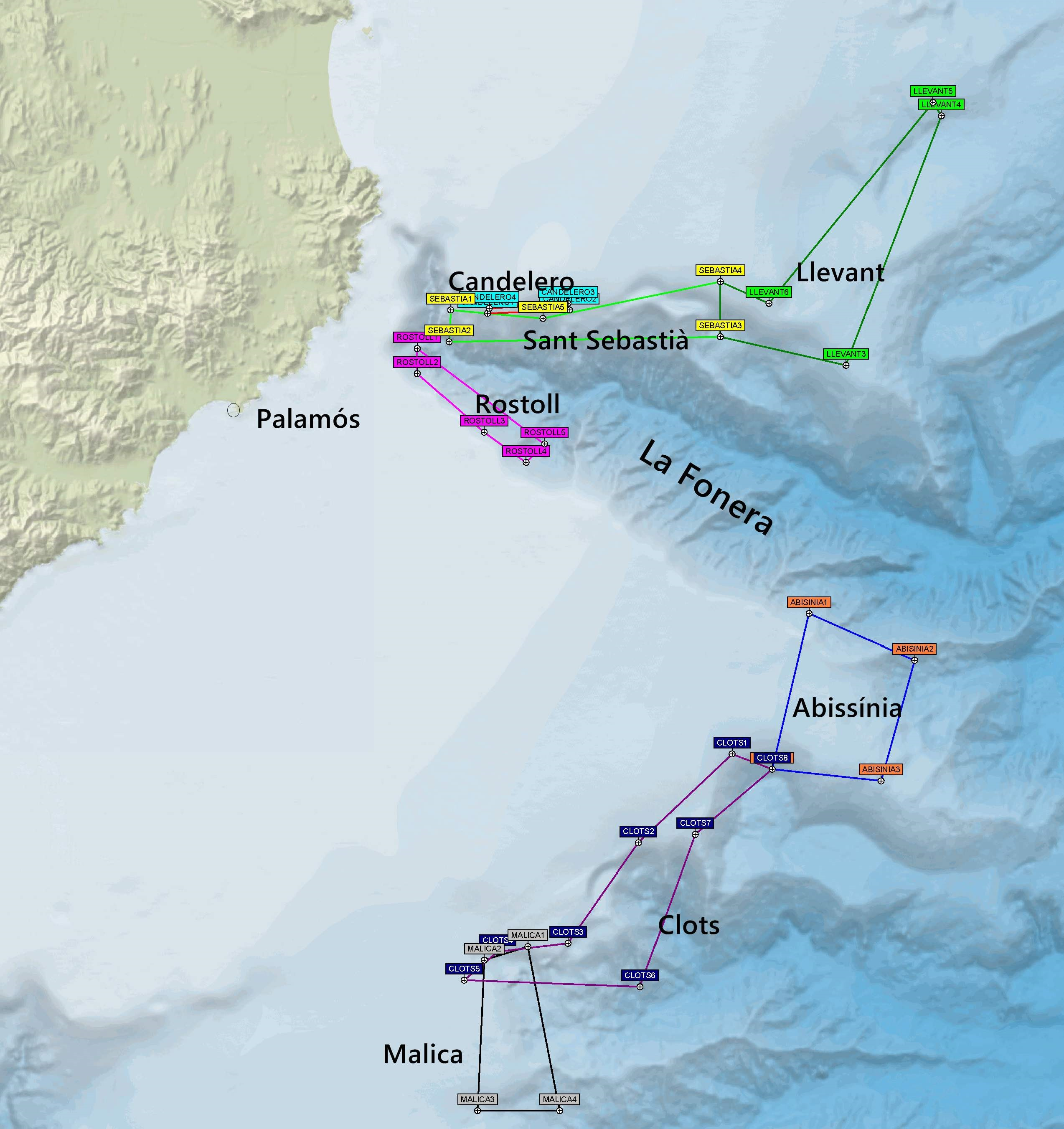
Caladors inclosos en el Pla de Gestió de Gestió de la Gamba de Palamós

Arran de la situació de sobreexplotació que va començar a patir el recurs gamba als caladors on opera la flota d'arrossegament de Palamós, des del 2013 s'aplica un pla de gestió de la pesquera de gamba vermella, pioner a la Mediterrània occidental. És la primera iniciativa de cogestió d'una pesquera d'arrossegament, impulsada i dissenyada pels mateixos pescadors locals, amb la participació i la complicitat de la comunitat científica i les administracions.
L'Orden AAA/923/2013, de 16 de maig, regula la pesquera. En el seu preàmbul ja es motiva la necessitat de implementar el pla de gestió, atès que "La gamba vermella suposa una pesquera bastant específica i selectiva; el que unit al valor econòmic de les descàrregues, a l'actual conjuntura i a la positiva disposició dels propis pescadors, la fa idònia per a establir sobre la mateixa unes mesures temporals de regulació especial que tendeixin a garantir la seva conservació i el seu desenvolupament sostenible en el futur, actuacions entre les quals s'inclou la implantació d'unes vedes temporals que, contribuint als fins perseguits, es realitzin en dates alternes, de manera que pugui garantir-se el necessari proveïment dels mercats."
Els objectius a assolir són ajustar l'esforç pesquer a la biomassa de gamba a partir de la implementació d'un seguit d'accions que redueixen l'abast i la capacitat extractiva de les embarcacions, i minimitzar l'impacte que el procés extractiu pugui tenir sobre el medi, tot millorant la qualitat ambiental. Aquestes mesures s'apliquen sobre 22 embarcacions amb port base a Palamós i 7 caladors de pesca situats al llarg del Canyó de la Fonera o rec de Palamós: Rostoll, Candelero, Sant Sebastià, Abissínia, Els Clots, Gamba de Llevant i La Malica.

## Marca de garantia Gamba de Palamós

Logotip Marca de Garantia Gamba de Palamós

L'any 2009 es va crear la Marca de garantia Gamba de Palamós. És un certificació de l'origen i qualitat de la gamba, així com una eina de promoció, divulgació i prestigi la seva qualitat. Fa referència a les gambes vives, fresques o congelades procedents de les zones d'extracció de Palamós i recollides sota les condicions del reglament d'ús de la marca que obliga a complir les millors condicions de manipulació, temperatura i emmagatzematge en el tractament del producte des de l'origen fins al consumidor final. Diàriament, la gamba capturada es sotmet a un control de qualitat abans d'entrar a subhasta, identificant el calador de pesca i les característiques sensorials com l'aspecte, textura, peces per quilo i la temperatura que arriba a port. Només el producte que superi els requeriments establerts pel reglament serà etiquetat com a Gamba de Palamós.
La marca certifica que les gambes tenen un alt nivell de frescor i que es comercialitzen per entitats que compleixen determinats requisits específics en el corresponent Reglament. Estan certificades barques de la Confraria de Pescadors de Palamós que compleixin el reglament de la Marca i que la seva primera venda es faci a la llotja de Palamós.
Pla de gestió de la Gamba de Palamós.

## Marca de garantia Productes de l'Empordà

Logotip Marca de Garantia Productes de l'Empordà

La Gamba de Palamós des del 2015 també és un producte adherit a la Marca de garantia Productes de l'Empordà. La llotja de Palamós i els pescadors adherits a Productes de l'Empordà han de superar periòdicament els controls d'un laboratori alimentari que en certifica la qualitat en les diferents fases del producte per tal de rebre la certificació.
És un segell alimentari que té per objectiu personalitzar i reconèixer els productes propis de l'Empordà i ajudar a promocionar la seva comercialització. Aquest distintiu certifica la qualitat i l'origen empordanès del productes.